# 廷德瓦里
廷德瓦里（Tindwari），是印度北方邦Banda县的一个城镇。总人口9544（2001年）。

## 人口
该地2001年总人口9544人，其中男性5121人，女性4423人；0—6岁人口1837人，其中男968人，女869人；识字率53.26%，其中男性为64.17%，女性为40.63%。